# Synagogue de Reims

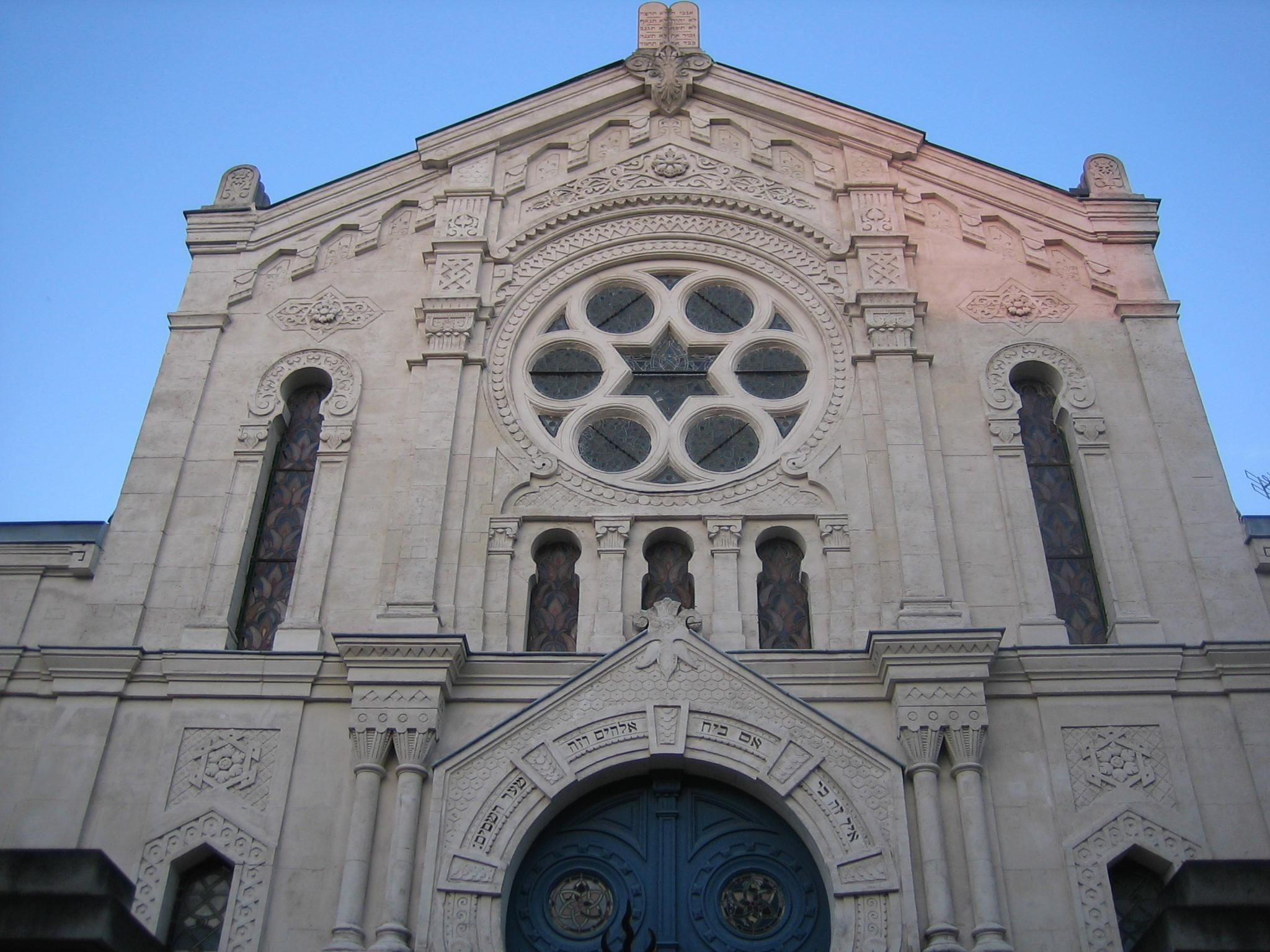
Façade de la synagogue de Reims au soleil couchant.

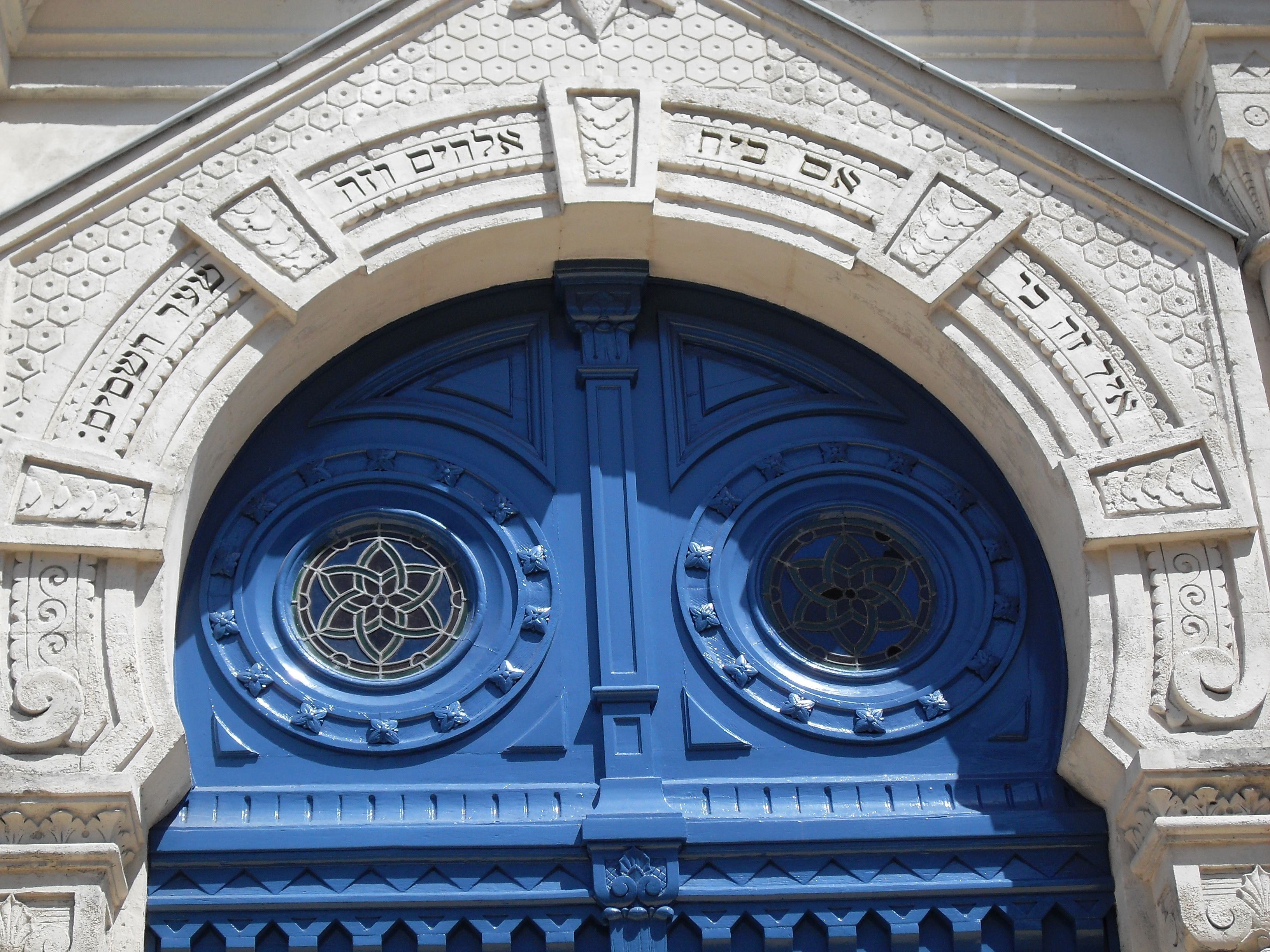
inscription en hébreu (Genèse 28,17).

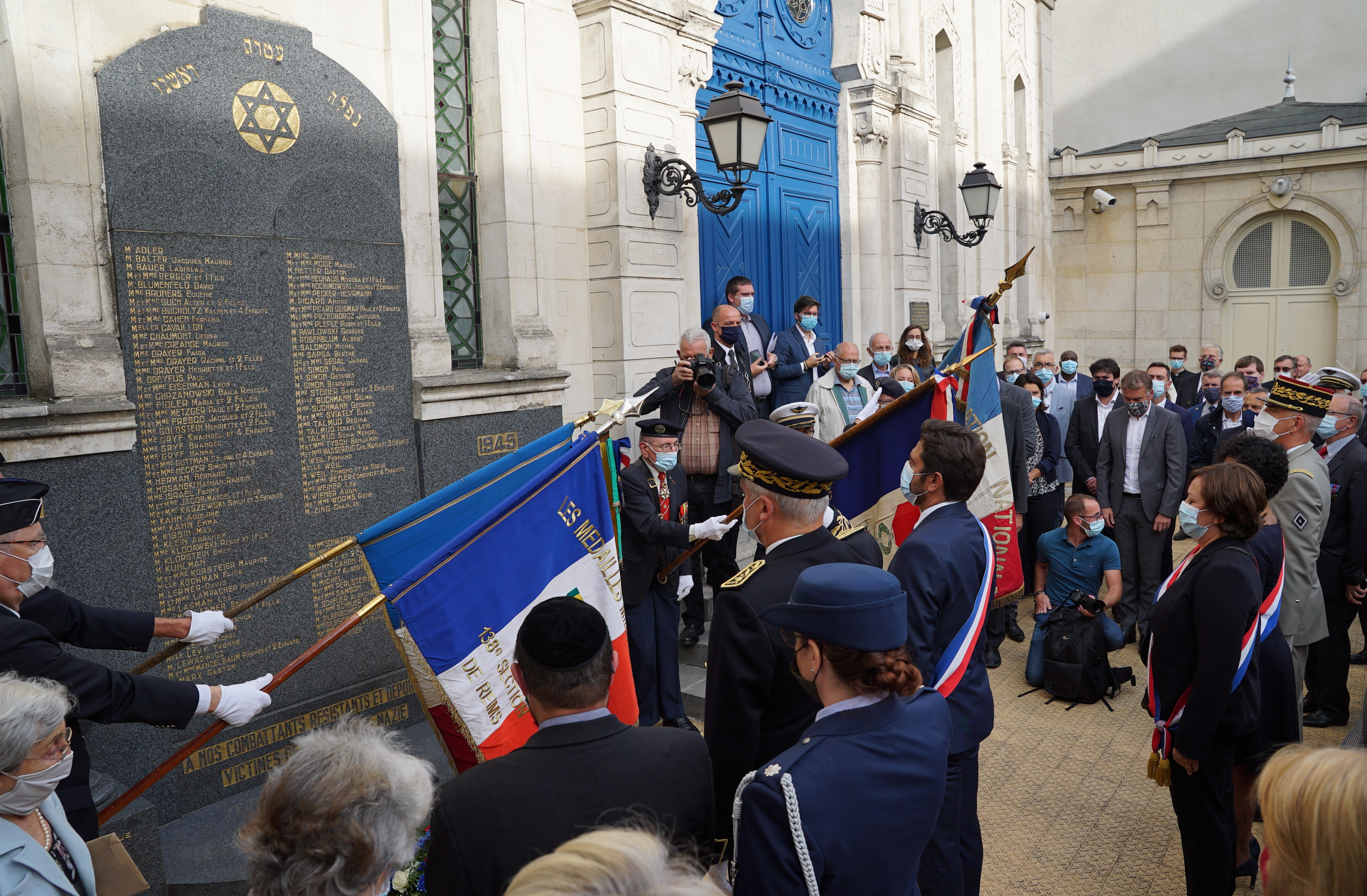
la stèle devant la synagogue lors de la commémoration de la libération de la ville en août 1944.

La synagogue de Reims se situe au 49 rue Clovis à Reims dans la Marne (51)
La synagogue actuelle a été inaugurée en 1879. On a fêté son centenaire en 1979.

## Architecture
Son architecte en était Ernest Brunette, fils de Narcisse Brunette, architecte célèbre de la Ville de Reims. Son style architectural est néomauresque. À l'intérieur se trouvent des arcs outrepassés, une décoration abondante. Augustin Brisset, un organiste rémois, réalise l'orgue en 1901. La décoration fut réalisée par Marquant-Fogel, un artiste local, auteur des vitraux et des motifs muraux. Style hispano-mauresque, décor intérieur orientaliste. Au milieu du chœur se trouve une grande Hanoukkia (chandelier à huit branches).
La façade est orientée vers le l'ouest-sud-ouest (en général, les synagogues sont orientées ouest-est, celle-ci est légèrement décalée par rapport à cet axe). Elle est percée de vitraux, dont une rosace avec une étoile de David au centre. L'inscription en hébreu au-dessus du portail est le verset biblique Genèse 28,17 : "Ce lieu n'est autre que la maison de Dieu, et c'est la porte du ciel", le même que sur le fronton de la Synagogue de la Victoire, ainsi que sur la synagogue de Bar-le-Duc. Son faîte est surmonté des deux Tables de la Loi.
Cette synagogue est toujours en activité. néanmoins, elle est maintenant de rite séfarade (alors qu'elle était à l'origine Ashkénaze) et la communauté actuelle, de taille réduite, est principalement originaire d'Afrique du nord. Il est possible de la visiter lors des journées du patrimoine.
Devant la synagogue se trouve une stèle érigée à la mémoire des 253 déportés juifs de Reims et de la région inaugurée le 23 octobre 1949. Sur cette stèle figurent les noms de 214 personnes environ (certaines formulations sont imprécises, par exemple : "Melles CAVAILLON" ne précise pas combien elles étaient exactement) surmontées du verset biblique lamentations 5:16 en hébreu : נפלה עטרת ראשנו, "La couronne de notre tête est tombée".
La synagogue s'est dotée en 1991 d'un Mikvé. 
Il n'y a pas de cimetière israélite séparé à Reims, mais un carré israélite dans les cimetières du Nord (1 bis rue du Champ-de-Mars), de l'Est (241 avenue Jean-Jaurès) et de la Neuvillette (accès : 17, rue de Bétheny ou 42 avenue Maurice-Plongeron). 
Moyens d'accès : Bus : arrêt Jacobins ou Synagogue.
Cette synagogue fait l’objet d’une inscription au titre des monuments historiques depuis le 25 octobre 1989.

## Historique de la présence juive à Reims
La communauté juive est présente à Reims depuis le XIe siècle. Ceux-ci sont mentionnés pour la première fois en 1077. Dès 1103, la communauté est établie dans une rue qui porte le nom de « Vicus Judaeorum », puis « rue de Gieu (Juifs) » et enfin rue des Élus. L'ancienne synagogue se trouvait au no 3 ou au no 18 de la rue des Élus, qui s'est appelée « rue de la Juiverie » jusqu'en 1305. À la suite de la parution de l’édit du Parlement de Paris de 1270, les Juifs furent expulsés et la communauté juive de Reims disparut dans le courant du XIVe siècle et ce jusqu'à la Révolution française. 
On observe un retour des Juifs à Reims à la fin du XVIIIe siècle. Quelques familles juives sont signalées à Reims en 1820. Mais c'est surtout à partir de 1870 qu'arrivent de nombreux Juifs d’Alsace et de Moselle et que la communauté s'organise. En 1875, la communauté de Reims nomma son premier rabbin, Haguenhauer en 1877, Cahen en 1879. Elle n'avait qu'un petit oratoire situé au 7, rue des Capucins, alors qu'elle comptait près de 650 membres. La construction de la nouvelle synagogue devenait une nécessité.
Durant les années 1960, des Juifs d'Afrique du Nord sont venus s'installer à Reims. En 1979, la Communauté a fêté le centenaire de sa synagogue.
Il existe quatre synagogues dans le département de la Marne : Châlons-sur-Marne, Épernay, Vitry-le-François et Reims.

## Orgue
La Synagogue de Reims possède un orgue de grande qualité, (restauré en 2013) L'instrument est l'œuvre d'un organier rémois du nom de Augustin BRISSET. Il s'agit du seul Brisset encore debout à la Cité des Sacres. 
D'esthétique Romantique, l'orgue de la Synagogue a été érigé en 1901. Il possède 14 jeux disposés sur 2 claviers + pédalier.

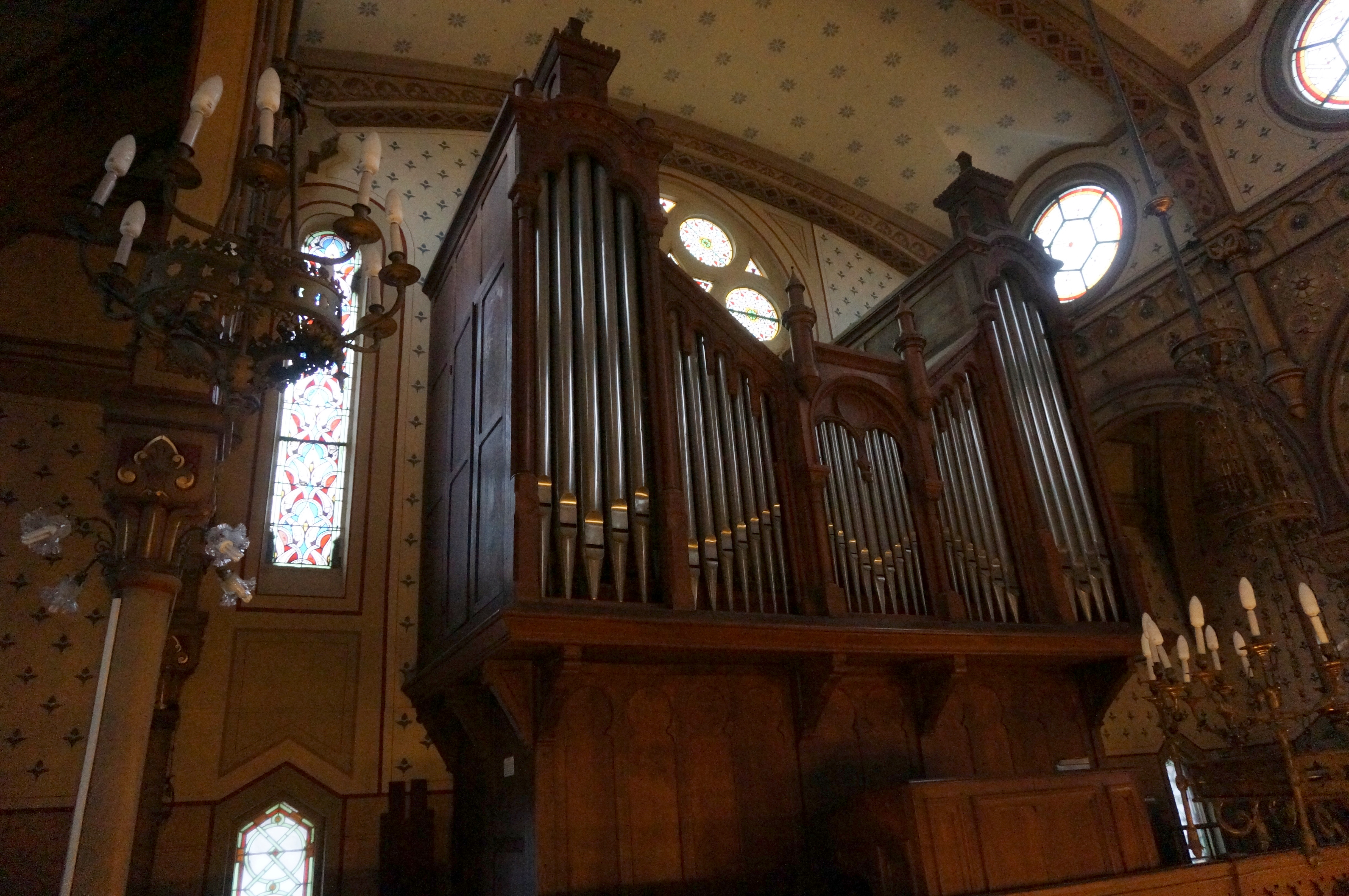
L'orgue.

Voici la composition :
| Grand-Orgue         | Récit Expressif     | Pédale          |
| ------------------- | ------------------- | --------------- |
| Bourdon 16'         | Cor de Nuit 8'      | Soubasse 16'    |
| Montre 8'           | Gambe 8'            | Octave-basse 8' |
| Salicional 8'       | Voix Céleste 8'     |                 |
| Flûte Harmonique 8' | Flûte Octaviante 4' |                 |
| Prestant 4'         | Trompette 8'        |                 |
| Flûte Octaviante 4' | Basson-Hautbois 8'  |                 |

## Vitraux
Les vitraux ont été réalisés par le peintre-verrier Pierre-Adhémar Marquant-Vogel (1828-1902).

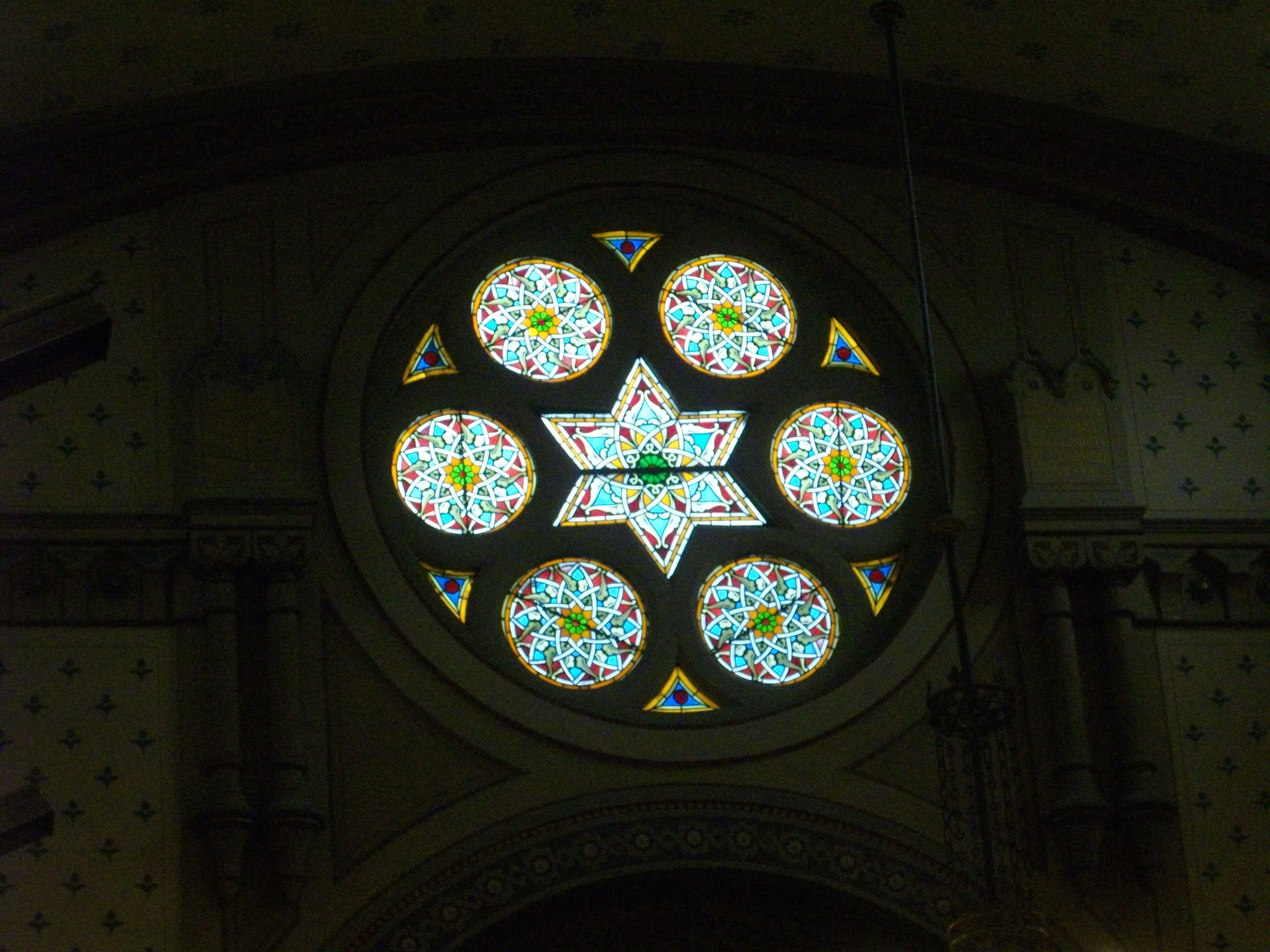
Rose de la facade.
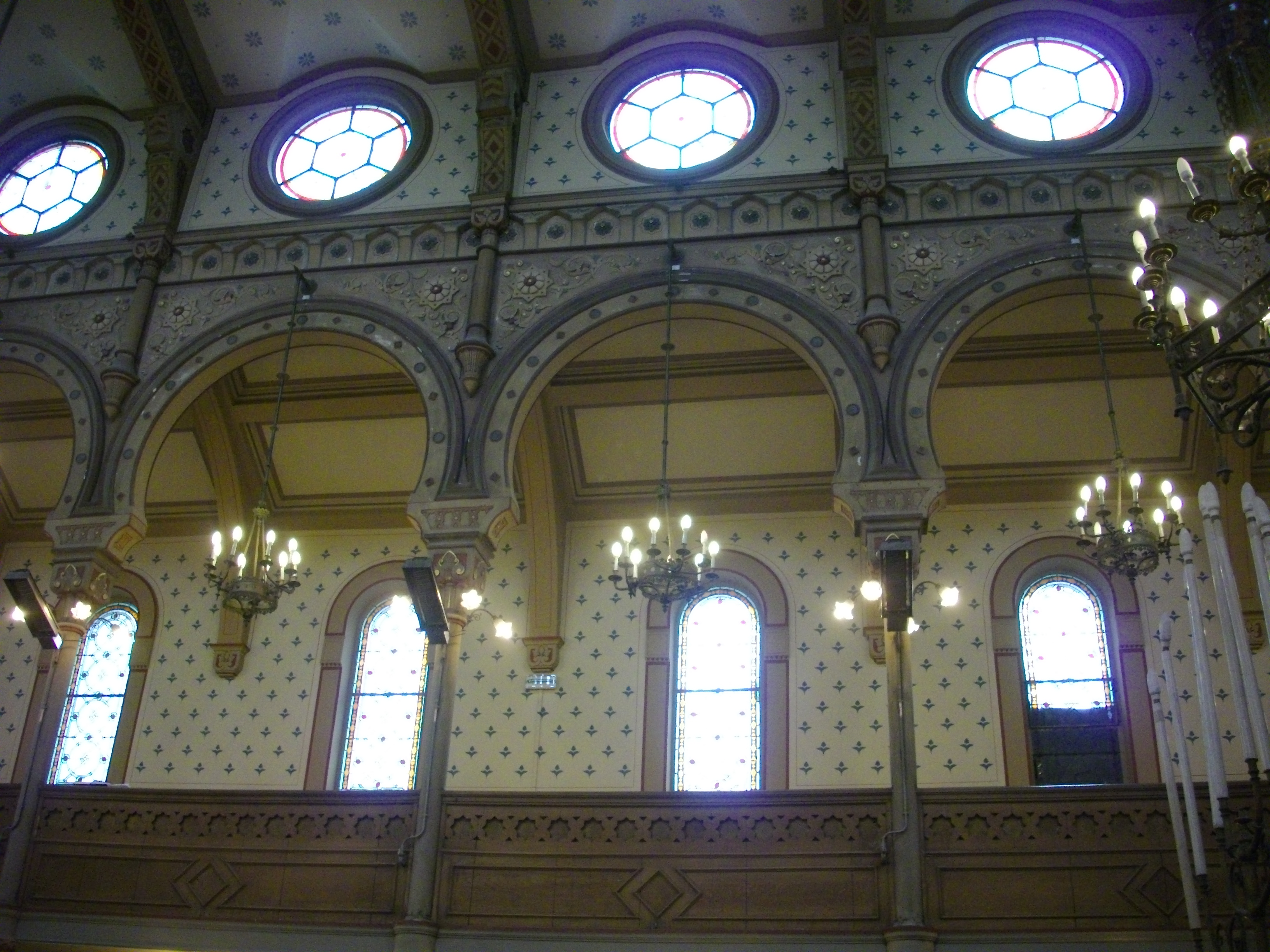
Vitraux de la nef.